# アダム・マトゥシュチク
アダム・マトゥシュチク（ポーランド語: Adam Matuszczyk、[ˈadam maˈtuʂt͡ʂɨk]、ドイツ語: Adam Matuschyk、1989年2月14日 - ）は、ポーランドとドイツのサッカー選手。ポーランド代表。ポジションはMFで本職は左MFであるが、守備的MFとしても起用されている。

## クラブ歴
SpVggメルツィヒの下部組織でサッカーを始め、VfBディリンゲンの下部組織に移った。2003年の夏に1.FCケルンにスカウトされ、2008-09シーズンにはセカンドチームに昇格した。8月15日のSVアイントラハト・トリーア戦で初出場を飾ると、シーズン前半だけで11試合に出場し2009年2月3日にはトップチームに昇格した。ブンデスリーガ初出場は2010年2月27日のバイエル・レバークーゼン戦で、同年4月10日のTSG1899ホッフェンハイム戦で初得点、この試合で2得点をあげてチームは0-2で勝利した。2012年1月には2.ブンデスリーガのフォルトゥナ・デュッセルドルフにレンタル移籍した。
2015年5月には3年契約でアイントラハト・ブラウンシュヴァイクに移籍した。
2017年6月、母国のザグウェンビェ・ルビンへ移籍した。
2019年1月31日、KFCユルディンゲン05に移籍した。

## 代表歴
ポーランドU-21代表歴のある彼はポーランドA代表に2009年12月19日にタイで行われるキングスカップのメンバーとして初招集された。しかし、この大会は国際Aマッチデーに行われる試合ではなかったため、クラブ側がこれを拒否した。2010年5月4日には親善試合のメンバーとして招集され、29日に行われたフィンランド代表戦で代表初出場を飾った。同年10月のアメリカ合衆国代表戦で代表初得点を記録した。

## 個人
ポーランドのグリヴィツェで生まれたが、1991年つまり2歳の時にドイツに移住したため、ドイツ国籍も有している。既婚で息子が1人いる。

## 個人成績

### クラブ
2017年3月7日現在
| 2008-09 | ケルンII               | 23     | レギオナル | 25  | 3  | -  | - | 25  | 3  |
| 2009-10 | ケルンII               | 25     | レギオナル | 11  | 1  | -  | - | 11  | 1  |
| 2009-10 | ケルン                 | 25     | ブンデス   | 9   | 2  | 0  | 0 | 9   | 2  |
| 2010-11 | ケルン                 | 25     | ブンデス   | 24  | 2  | 3  | 0 | 27  | 2  |
| 2011-12 | ケルン                 | 25     | ブンデス   | 9   | 0  | 1  | 0 | 10  | 0  |
| 2011-12 | デュッセルドルフ       | 14     | ツヴァイテ | 8   | 1  | 0  | 0 | 8   | 1  |
| 2012-13 | ケルン                 | 8      | ツヴァイテ | 28  | 1  | 2  | 0 | 30  | 1  |
| 2013-14 | ケルン                 | 8      | ツヴァイテ | 22  | 0  | 3  | 1 | 25  | 1  |
| 2014-15 | ケルン                 | 8      | ツヴァイテ | 10  | 0  | 2  | 0 | 12  | 0  |
| 2014-15 | ケルンII               | 8      | レギオナル | 1   | 0  | -  | - | 1   | 0  |
| 2015-16 | ブラウンシュヴァイク   | 8      | ツヴァイテ | 29  | 1  | 3  | 0 | 32  | 1  |
| 2016-17 | ブラウンシュヴァイク   | 8      | ツヴァイテ | 1   | 0  | 0  | 0 | 1   | 0  |
| 2016-17 | ブラウンシュヴァイクII | 8      | レギオナル | 1   | 0  | -  | - | 1   | 0  |
| 通算    | ドイツ                 | ドイツ | ブンデス   | 52  | 4  | 6  | 0 | 58  | 4  |
| 通算    | ドイツ                 | ドイツ | ツヴァイテ | 88  | 3  | 8  | 1 | 98  | 4  |
| 通算    | ドイツ                 | ドイツ | レギオナル | 38  | 4  | -  | - | 38  | 4  |
| 総通算  | 総通算                 | 総通算 | 総通算     | 178 | 11 | 14 | 1 | 192 | 12 |

### 代表
代表での得点一覧
| #  | 日附          | 場所                                   | 対戦相手       | 得点 | 結果 | 大会     |
| -- | ------------- | -------------------------------------- | -------------- | ---- | ---- | -------- |
| 1. | 2010年10月9日 | イリノイ州シカゴソルジャー・フィールド | アメリカ合衆国 | 1–1  | 2–2  | 親善試合 |

## タイトル
ケルン
- U-19ブンデスリーガ西部: 2007-08
- FVMカップ: 2008
- 2.ブンデスリーガ: 2013-14